# 우리는 속옷도 생겼고 여자도 늘었다네
우리는 속옷도 생겼고 여자도 늘었다네(영어: underwears band), 일명 속옷밴드는 대한민국의 밴드이다. 슈게이징 및 포스트 록 밴드로 알려져 있으나 지향하는 음악적 스타일이 있는 것은 아니다.

## 밴드 이름
속옷밴드는 독특한 밴드 이름에 대해 특별한 의미가 있는 것은 아니라고 밝혔다. 멤버들이 모여 술을 마시다가, 속옷과 여자라는 단어가 들어가는 한글이름으로 짓기로 합의하고, 멤버 각자 정한 숫자의 조합으로 염상섭의 소설 〈만세전〉의 페이지를 열어 발견한 '양옥집도 생겼고 기왓장도 늘었다네'라는 구절에 예의 단어를 조합해 만들었다.

## 역사
2000년 데뷔하였다. 2003년 12월 첫 번째 EP 《사랑의 유람선》을 발매하였고, 2006년 3월 첫 번째 정규 음반 《우리는 속옷도 생겼고 여자도 늘었다네》를 발매하였다. 세 대의 기타를 ‘쌓아올려’ 촘촘한 소리를 내고, 여러 곡을 연달아 기승전결의 형태로 연주하는 등 독특한 방법론적 시도로 주목받은 포스트록 밴드였다. 박현민이 〈슬픈 달의 축제〉라는 연주곡을 가져온 이래로, 이들은 보컬이나 가사가 없는 음악을 해왔다. 정승호는 그러한 속옷밴드의 음악이 어떤 메시지를 전달하기 위한 것이 아니라 ‘음악을 듣는 경험 그 자체를 제공하고 싶은 것’이라고 자평하였다.
해체 직전에는 멤버들 사이에서 음악적 갈등이 있었다. 결국, 보드카에 취한 채로 진행한 2006년 5월 13일 홍대의 클럽 빵에서의 공연을 마지막으로 활동을 중단하였다. 해체 이후, 박현민은 캐나다로, 장윤영은 오스트레일리아로, 조월과 정승호는 미국으로 떠났다. 드럼 정지완은 코코어에서 활동하였고, 조월은 모임 별에서 활동함과 동시에 솔로 앨범을 발매하였으며, 박현민은 캐나다에서 사운드 엔지니어링 수학 후 귀국하여 Ninaian Project라는 1인 밴드로 앨범을 발매하였다. 2012년 1월 13일 DGBD에서 재결성 공연을 하였고, 재결성을 선언하였다.

## 음반

### EP
- 2003년 12월 《사랑의 유람선》파스텔뮤직

### 앨범
- 2006년 3월 《우리는 속옷도 생겼고 여자도 늘었다네》파스텔뮤직

## 참고 문헌
- 파스텔뮤직 (2012). 《조금씩, 가까이, 너에게》. 서울: 북클라우드. ISBN 978-89-93357-88-2.